# Liste der Biografien/Prem
Liste der Biografien |
Portal Biografien |
Personensuche
# |
A |
B |
C |
D |
E |
F |
G |
H |
I |
J |
K |
L |
M |
N |
O |
P |
Q |
R |
S |
T |
U |
V |
W |
X |
Y |
Z |
?
 
Pa |
Pc |
Pe |
Pf |
Ph |
Pi |
Pj |
Pk |
Pl |
Pm |
Pn |
Po |
Pr |
Ps |
Pt |
Pu |
Pv |
Pw |
Py
 
Pra |
Prc |
Pre |
Pri |
Prj |
Prk |
Prl |
Pro |
Prp |
Prs |
Prt |
Pru |
Prv |
Pry |
Prz
 
Prea |
Preb |
Prec |
Pred |
Pree |
Pref |
Preg |
Preh |
Prei |
Prej |
Prek |
Prel |
Prem |
Pren |
Preo |
Prep |
Prer |
Pres |
Pret |
Preu |
Prev |
Prew |
Prex |
Prey |
Prez
Die Liste der Biografien führt alle Personen auf, die in der deutschsprachigen Wikipedia einen Artikel haben. Dieses ist eine Teilliste mit 49 Einträgen von Personen, deren Namen mit den Buchstaben „Prem“ beginnt.

## Prem
- Prem Purachatra, Ngarmchit (1915–1983), thailändische Prinzessin und Philanthropin
- Prem Tinsulanonda (1920–2019), thailändischer Politiker, Premierminister von Thailand (1980–1988), Präsident des Kronrats (1998–2019), Regent (2016)
- Prem, Cläre (1899–1988), deutsche Dichterin
- Prem, Friedrich (* 1968), österreichischer Manager
- Prem, Hanns J. (1941–2014), Ethnologe der Fachrichtung Altamerikanistik
- Prem, Heimrad (1934–1978), deutscher Maler
- Prem, Horst (1940–2019), deutscher Flugzeugkonstrukteur, Autor und Umweltschützer
- Prem, Robert (* 1957), deutscher Paralympics-Sieger (Segeln)
- Prem, Simon (1853–1920), österreichischer Gymnasiallehrer und Literaturhistoriker

### Prema
- Premack, David (1925–2015), US-amerikanischer Psychologe und Verhaltensforscher
- Premadasa, Ranasinghe (1924–1993), sri-lankischer Politiker
- Premadasa, Sajith (* 1967), sri-lankischer Politiker
- Premajayantha, Susil (* 1955), sri-lankischer Politiker
- Premakumara, Ajith (* 1991), sri-lankischer Leichtathlet
- Premal, Deva (* 1970), deutsche New-Age-SängerinDeva Premal (* 1970)

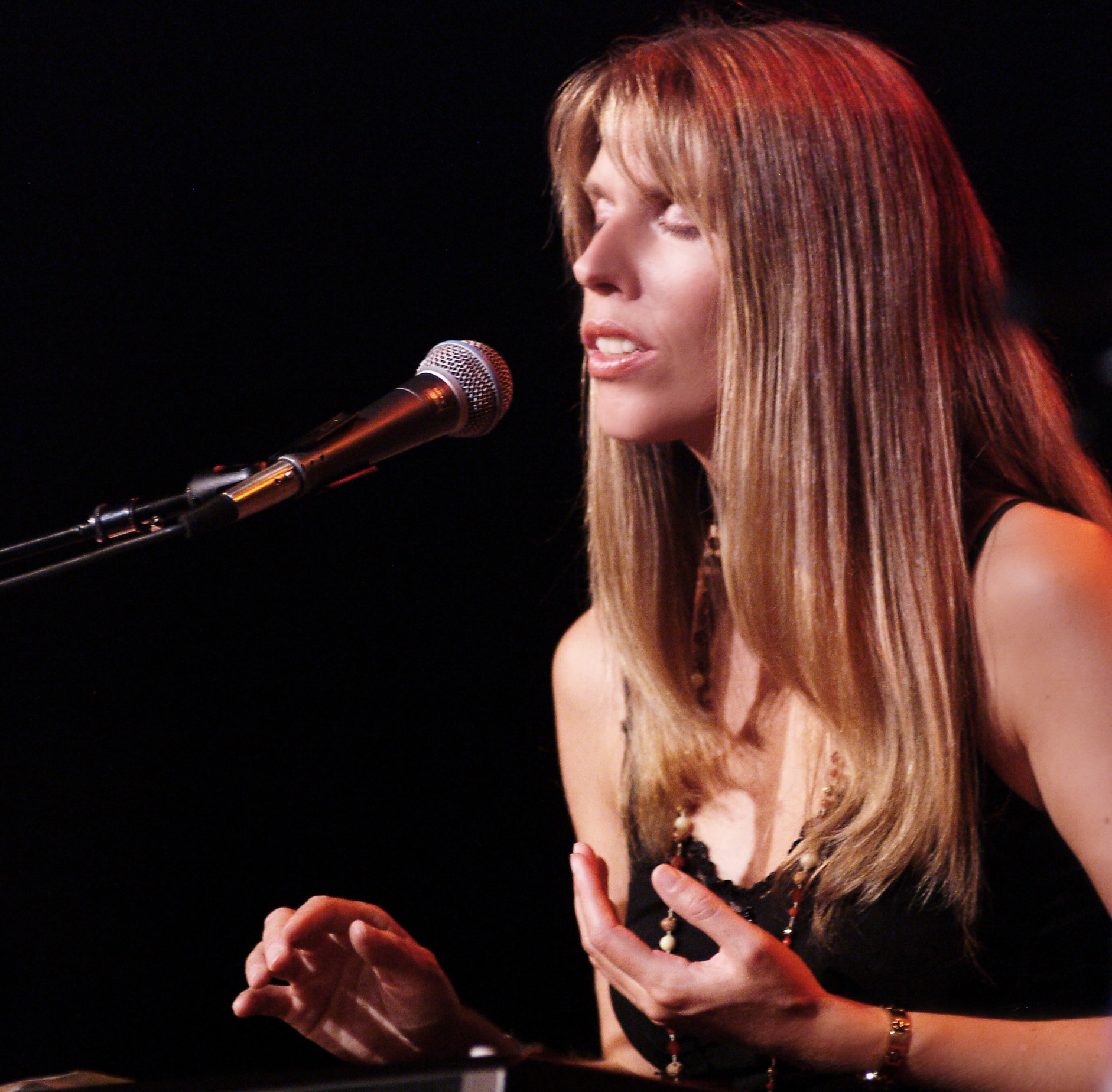
Deva Premal (* 1970)

- Premanand, Basava (1930–2009), indischer Skeptiker und Rationalist
- Prémare, Joseph de (1666–1736), französischer jesuitischer China-Missionar, Sinologe, Anhänger des Figurismus
- Prémat, Alexandre (* 1982), französischer Rennfahrer
- Premat, Martial (* 1977), französischer Skibergsteiger
- Premauer, Werner (1912–1996), deutscher Bankmanager; Aufsichtsratsvorsitzender der Bayerischen Vereinsbank
- Premazzi, Simona (* 1975), italienische Jazzpianistin und Komponistin

### Premc
- Premchand (1880–1936), indischer Schriftsteller

### Preme
- Premeneckas, Giedrius (* 1974), litauischer Flottillenadmiral und Befehlshaber der Litauischen Marine
- Premerstein, Anton von (1869–1935), österreichischer Althistoriker
- Premeru, Marin (* 1990), kroatischer Leichtathlet

### Premi
- Premierfait, Laurent de († 1418), französischer Humanist und Übersetzer
- Preminger, Ingo (1911–2006), US-amerikanischer Literaturagent und Filmproduzent
- Preminger, Noah (* 1986), US-amerikanischer Jazzmusiker
- Preminger, Otto (1905–1986), österreichisch-amerikanischer Filmregisseur, Filmproduzent, Schauspieler, Theaterregisseur und TheaterdirektorOtto Preminger (1905–1986)

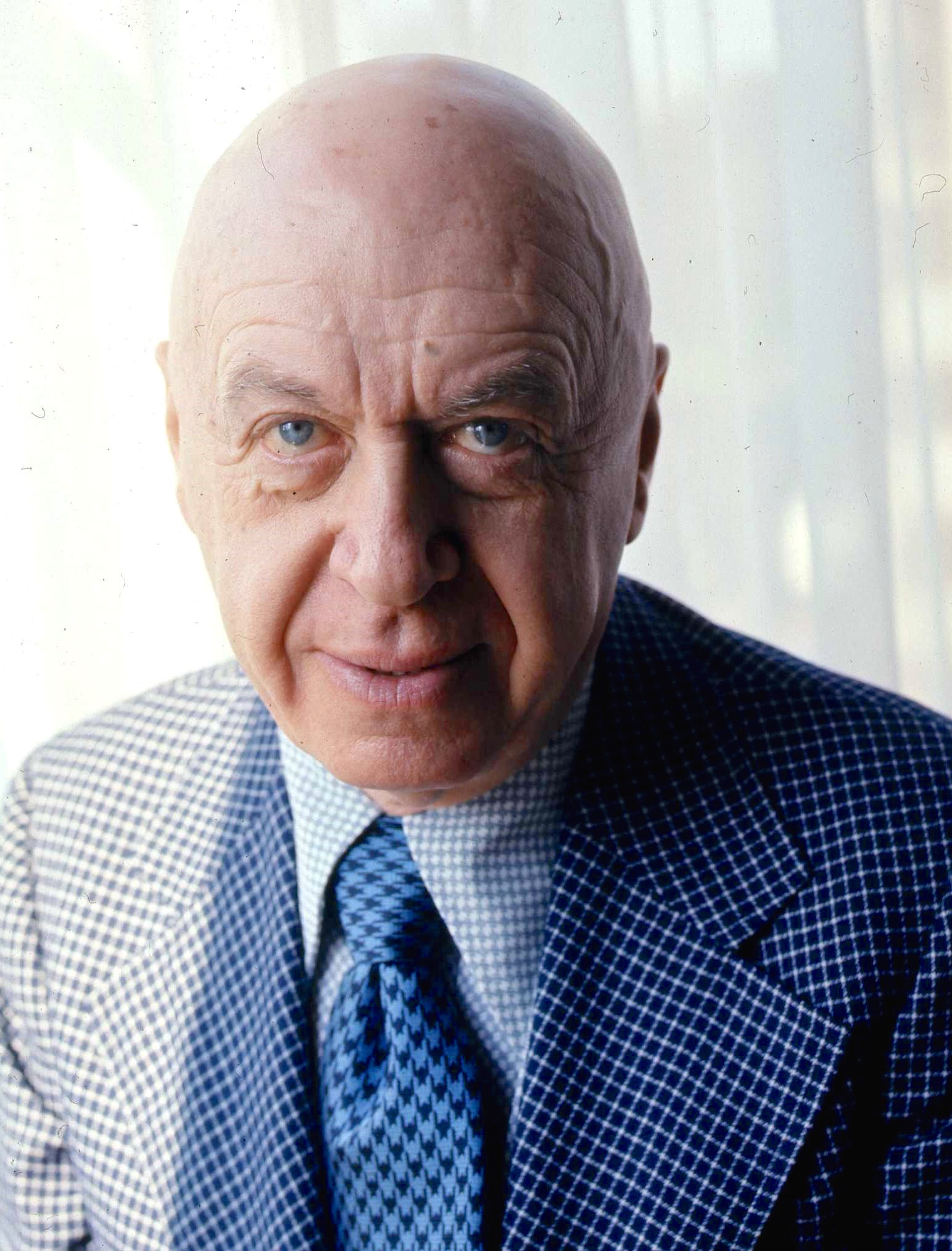
Otto Preminger (1905–1986)

- Preminin, Sergei Anatoljewitsch (1965–1986), russischer Militär, Besatzungsmitglied des sowjetischen U-Boots K-219, verhinderte unter Einsatz seines Lebens eine Kernschmelze

### Premj
- Premji, Azim (* 1945), indischer Unternehmer, zweitreichster Milliardär Indiens nach Lakshmi Mittal

### Premk
- Premkumar, Kumaravel (* 1993), indischer Weitspringer

### Premm
- Premm, Matthias (1890–1973), österreichischer katholischer Theologe und Hochschullehrer

### Premo
- Premoli, Luzia (* 1955), brasilianische Ordensschwester, Generaloberin der Comboni-Missionsschwestern
- Prémont, Christophe (* 1989), belgischer Straßenradrennfahrer
- Prémont, Marie-Hélène (* 1977), kanadische Radrennfahrerin

### Premp
- Prempeh I. (1870–1931), Asantehene (Herrscher) des Königreichs Aschanti im heutigen Ghana
- Prempeh II. († 1970), Asantehene (Herrscher) des Königreichs Aschanti im heutigen Ghana
- Prempeh, Jerry (* 1988), ghanaisch-französischer Fußballspieler

### Premr
- Premrl, Stanko (1880–1965), slowenischer Komponist

### Prems
- Premsela, Martin Jacob (1896–1960), niederländischer Autor, Romanist und Übersetzer
- Premstaller, Ottmar (1927–2018), österreichischer Autor, Exlibris-Künstler, Buchkünstler, Verleger, Kalligraf

### Premu
- Premus, Dominik (1861–1934), kroatischer Geistlicher
- Premužič, Boris (* 1968), slowenischer Radrennfahrer

### Premw
- Premwut Wongdee (* 1990), thailändischer Fußballspieler

### Premy
- Přemysl I. († 1433), Herzog von Troppau und Leobschütz
- Přemysl II. († 1478), Herzog von Troppau
- Přemysl III. († 1493), Herzog von Troppau, Domherr von Breslau, Olmütz und Wien, Propst von Mödling
- Přemysl von Mähren († 1239), Markgraf von Mähren